# Clark Adams
Clark Adams (* 23. Juli 1969 in Louisville, Kentucky; † 21. Mai 2007) war ein US-amerikanischer Freidenker und Atheist.

## Leben
Adams wurde zunächst katholisch erzogen, entdeckte jedoch schon früh Widersprüche in der christlichen Lehre. Prägend waren für ihn die Publikationen der American Atheists. Er pflegte Freundschaften zu führenden Atheisten des Landes. Er wurde Moderator der Newsgroup alt.atheism.moderated und organisierte Treffen von Freidenkern. Auch war er Mitglied von Internet Infidels, für die er führende Funktionen bekleidete. Er setzte sich aktiv für die Secular Student Alliance ein. Er zählte zu den Mitgründern der Secular Coalition for America. Kurz vor seinem frühen Tod wurde er Mitglied der American Humanist Association.